# Reichweitenverlängerer

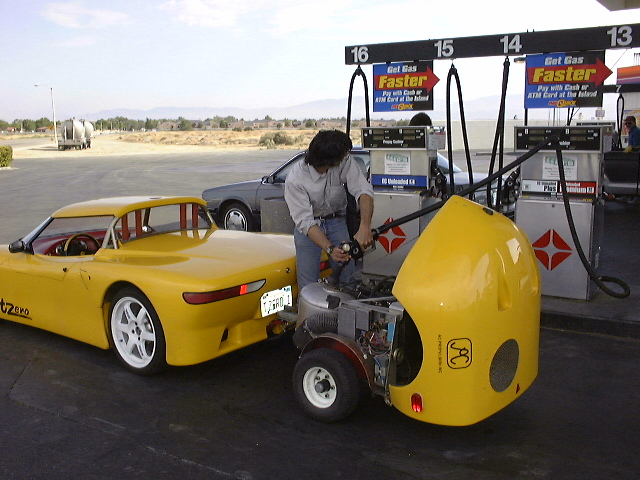
Der Genset trailer von AC Propulsion, gebaut für den Sportwagenprototyp AC Tzero, ein Anhänger mit Tank, Honda-Motorradmotor, Generator

Als Reichweitenverlängerer (engl. Range Extender) werden zusätzliche Aggregate in einem Elektrofahrzeug bezeichnet, die die Reichweite des Fahrzeugs erhöhen. Die am häufigsten eingesetzten Range Extender sind Verbrennungsmotoren, die einen Generator antreiben, der wiederum Akkumulator (Akku) und Elektromotor mit Strom versorgt. Seltener sind zusätzliche Akkumulatoren, die etwa als Akku-Anhänger mitgeführt werden. Ebenso unüblich, aber im Angebot z. B. auf dem Dachgepäckträger, sind mit Wasserstoff oder Methanol betriebene Brennstoffzellen wie in Brennstoffzellenfahrzeugen, wobei der Nutzen durch den Mangel an Tankstellen eingeschränkt ist.
Kraftfahrzeuge mit Reichweitenverlängerer werden auch als „Extended-Range Electric Vehicles“ (EREV), „Range-Extended Electric Vehicles“ (REEV) und „Range-Extended Battery-Electric Vehicles“ (BEVx) bezeichnet.

## Problemstellung
Aufgrund begrenzter Akkukapazität erreichen Elektrofahrzeuge in der Regel keine so hohen Reichweiten wie Fahrzeuge mit Verbrennungsmotor (ein Tesla Model S bewältigt bspw. maximal 500 km; Stand im Jahr 2016). Beim Elektroauto kommt erschwerend hinzu, dass das Fahrzeug erst nach längerer Aufladezeit wieder einsatzbereit ist (an Schnellladesäulen sind meist 80 % Aufladung in ca. 30 min möglich, an schwächer angebundenen Säulen sind mitunter mehrere Stunden notwendig; im Vergleich zum schnelleren Tankvorgang von etwa 3–5 min bei konventionellen Fahrzeugen). Mit einem Range Extender wird die Zeit verlängert, in der das Fahrzeug kontinuierlich genutzt werden kann (also die Zeit zwischen Auflade- oder Tankzyklen), und damit die Reichweite erhöht. Zusätzlich kann ein Verbrenner-Reichweitenverlängerer an der Tankstelle konventionell schnell nachgetankt werden.
Range Extender sind somit ein Gegenmittel zur sogenannten Reichweitenangst, der Angst des Fahrers davor, dass die Reichweite seines Fahrzeugs nicht ausreichen könnte.

## Weitere Motivation
Da ein Range-Extender-Pkw (REEV) nur vom Elektromotor angetrieben wird, können Gewicht und Kosten eingespart werden, die mit dem Getriebeübertragungssystem verbunden sind, welches normalerweise in Fahrzeugen mit Verbrennungsmotor verwendet wird. Da der eigentliche Range-Extender die Leistung außerdem nicht entsprechend dem Leistungsbedarf des Fahrzeugs erhöhen oder verringern muss (diese Aufgabe wird vom Elektromotor übernommen), kann der Range-Extender so dimensioniert werden, dass er den durchschnittlichen Leistungsbedarf des Fahrzeugs und nicht seinen Spitzenwert abdeckt (Leistungsbedarf z. B. beim Beschleunigen). Der Range-Extender kann auch viel näher an seiner effizientesten Drehzahl arbeiten. Diese Konstruktionsmerkmale ermöglichen es einem REEV, fossile Brennstoffenergie relativ effizient in elektrische Energie und Fahrzeugbewegung umzuwandeln.
In der Regel wird auch ein Akkumulator (Akku) mit geringerer Kapazität, und damit auch geringerem Gewicht, Kosten und Umweltbelastung, gegenüber einem vergleichbaren reinem Elektroauto verbaut.
Je nach Anwendungsfall kann im Kurzstreckenbetrieb ein voll elektrischer Betrieb realisiert werden.

## Einordnung
Der Einsatz eines Verbrennungsmotor-Generator-Systems als Range Extender führt zu einem seriellen Hybridantrieb. In dieser Konstellation wird die mechanische Energie des Verbrennungsmotors nicht direkt genutzt, sondern erst in elektrische und dann wieder in mechanische Energie gewandelt. Ein Antriebskonzept, das bei Lokomotiven, Schiffen usw. bereits länger als „Dieselelektrischer Antrieb“ bekannt ist. Hierbei treten Wirkungsgradverluste auf, jedoch kann der Verbrennungsmotor in seinem optimalen Arbeitspunkt betrieben werden, und ein Getriebe entfällt. Auch auf einen gewichtigen Akku kann verzichtet werden. Ähnliches gilt auch beim Einsatz einer Brennstoffzelle.

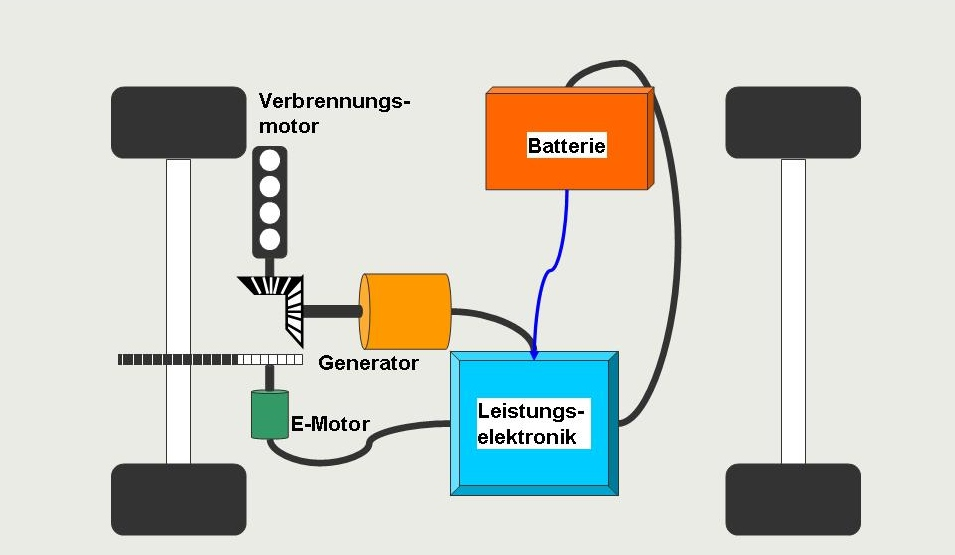
serieller Hybrid
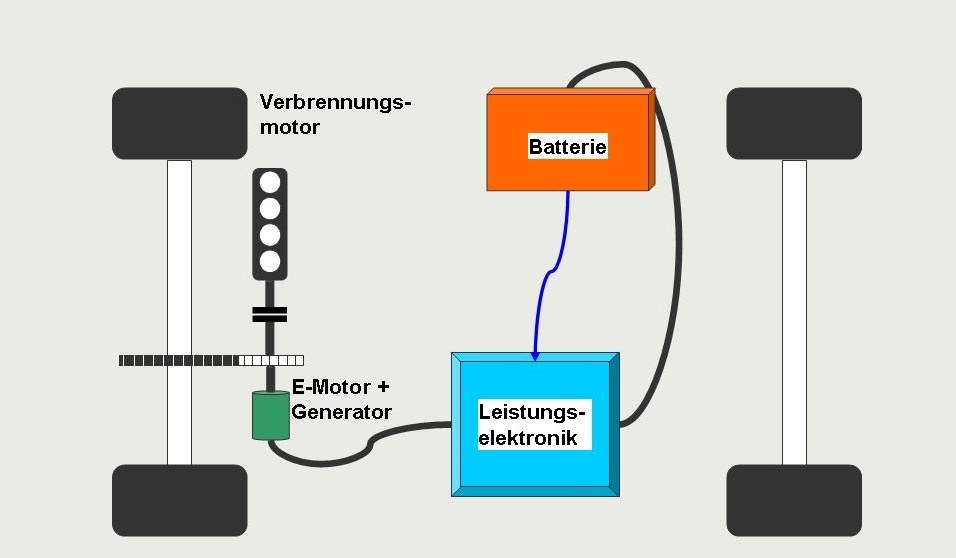
paralleler Hybrid
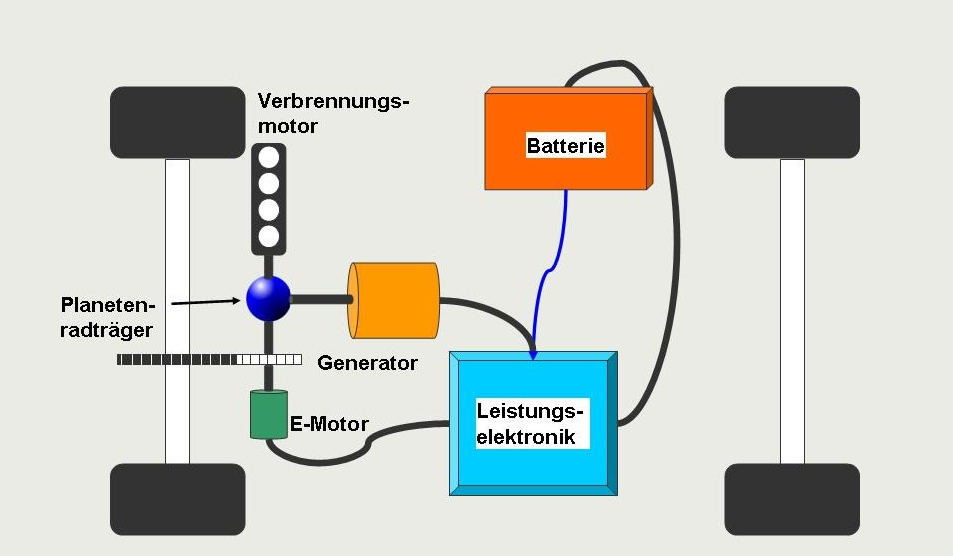
leistungsverzweigender Hybrid

Bei einem Fahrzeug mit parallelem Hybridantrieb liefert der Verbrennungsmotor auch Vorschub; dieser Aufbau wird meist nicht als „Elektroantrieb mit Range Extender“ bezeichnet, sondern als Hybridantrieb. Eine Mischform ist das leistungsverzweigende Hybridsystem, das sowohl als serieller Hybrid arbeiten kann, als auch den Verbrennungsmotor mechanisch zum Vortrieb anbinden kann.
Ist das Fahrzeug ein Plug-in-Hybrid, so kann der Akku zusätzlich über das Stromnetz aufgeladen werden. Andernfalls wird sämtliche zum Antrieb verwendete Energie vom Verbrennungsmotor aufgebracht – der Elektromotor und der Akku dienen nur als Puffersystem (z. B. zur Bremskraftrückgewinnung). Emissionsfreier Betrieb ist dann nicht möglich und die Systeme werden als Hybridantrieb, jedoch nicht als Range Extender bezeichnet.
Der Range Extender ist einem Elektroauto technisch viel näher als der traditionelle Plug-in-Hybrid. Die meisten Elektroautos mit Range Extender haben einen Akku, der etwas größer ist als bei einem Plug-in-Hybrid, aber deutlich kleiner, leichter und kostengünstiger als bei einem Elektroauto.

## Fahrzeuge mit Range Extender

### Aktuelle Serienfahrzeuge
Der MX-30 von Mazda ist seit 2023 als sogenannter R-EV erhältlich und bietet einen Wankelmotor-Range-Extender. Von Ford gibt es aus der Nutzfahrzeug-Sparte den Transit Custom bzw. Tourneo Custom als PHEV mit einem Range Extender. In China sind z. B. Li Xiang One, Li Auto L8, L9, Voyah Free, Aito M5, Aito M7, Changan Deepal G318, Yangwang U8 und Leapmotor C10 erhältlich.

### Kleinserie
Das Unternehmen Gumpert Aiways Automobile bot 2020 den RG Nathalie an, welcher mit einer Methanol-Brennstoffzelle ausgerüstet ist.

### Ehemalige Serienfahrzeuge
Der BMW i3 war eines der ersten Elektrofahrzeuge, die optional mit einem Range Extender lieferbar waren. Als solcher dient ein Zweizylinder-Reihenmotor. Der gleiche Motor wird in einer leistungsstärkeren Version bereits seit 2012 in den Motorrollern BMW C 650 GT und BMW C 600 Sport verwendet. Bei Bedarf lädt der Range Extender über einen Generator den Akkumulator und verlängert mit seinem 9-Liter-Tank die Reichweite um etwa 120–150 km. Der Range Extender kann manuell gestartet werden oder er springt automatisch an, wenn der Ladezustand des Akkumulators eine bestimmte Schwelle unterschritten hat. Das System dient der Reichweitenverlängerung und dem Erhalt der Mobilität. Das System ist dabei explizit nicht als Ersatz für das Laden des Akkumulators an einer Stromtankstelle vorgesehen und dient nur der Ladungserhaltung. Der Range Extender ist eine Sonderausstattung und mit 28 kW deutlich weniger leistungsstark als die 125 kW des Elektromotors (Modellreihe von 2013).
Der Opel Ampera, baugleich mit dem Chevrolet Volt, wird teils als Elektrofahrzeug mit Range Extender, teils als Plug-in-Hybrid bezeichnet. Er kann im reinen Elektrobetrieb bis zur Höchstgeschwindigkeit gefahren werden, hat dabei aber eine sehr eingeschränkte Reichweite von bis ca. 60 km. Der Vierzylinder-Ottomotor mit 1,4 l Hubraum stellt optional elektrische Leistung für Fahrt und Batterie-Laden zur Verfügung (serieller Betrieb), bei höheren Geschwindigkeiten wird er bei aktiviertem Range-Extender-Betrieb mechanisch mit an den Antriebsstrang gekoppelt (paralleler Betrieb). Details hierzu sind unter Voltec-Antrieb beschrieben.

### Prototypen
- Die österreichische Firma Obrist hat ein Tesla Model 3 mit einem Range-Extender ausgestattet. Dabei wurde die original 50-kWh-Batterie durch eine kleinere mit 17,3 kWh ersetzt, welche über einen Zweizylinder-Benzinmotor mit 40 kW und einem Liter Hubraum geladen wird.[6]

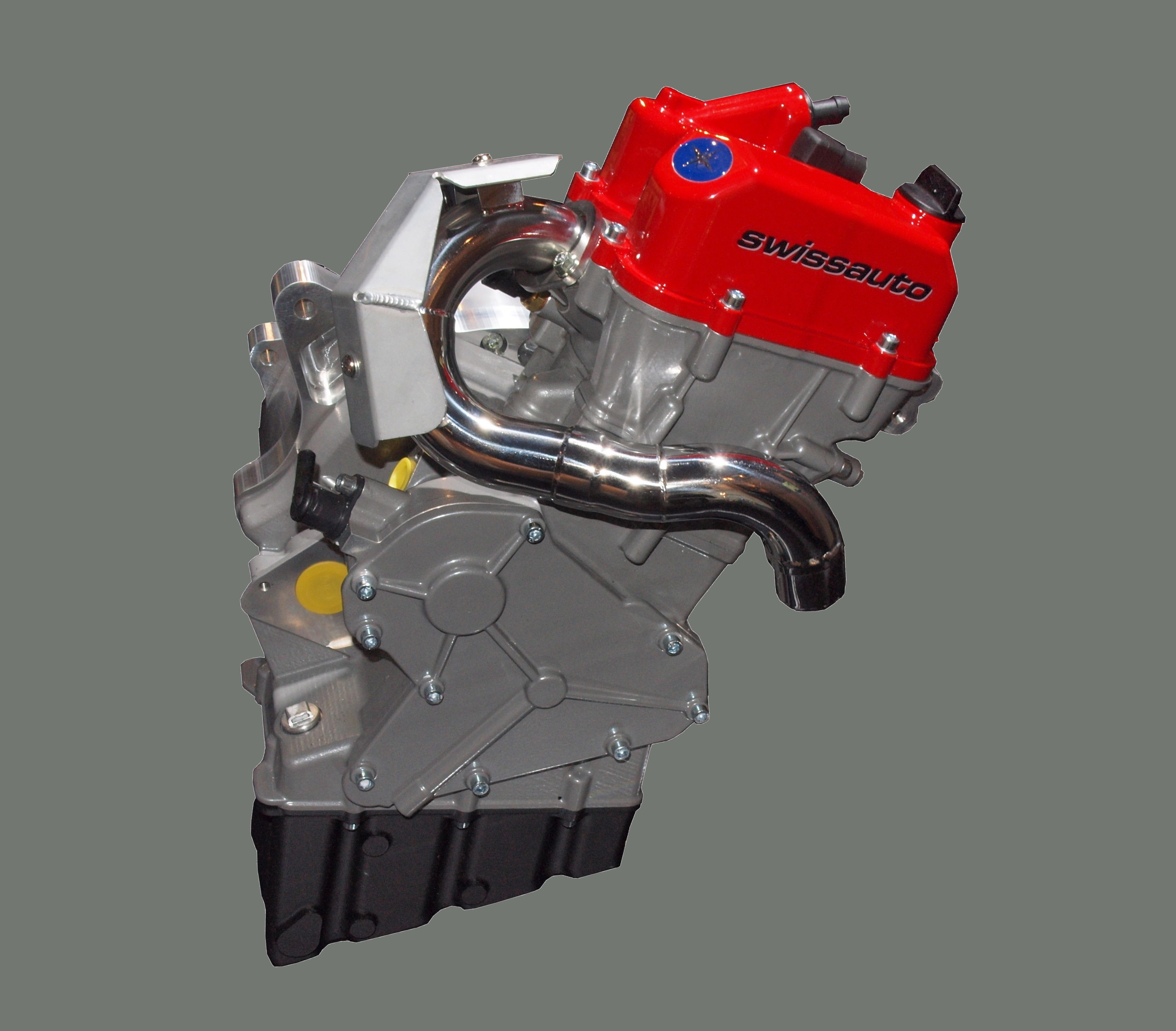
Einzylinder-Verbrennungsmotor mit Generator von swissauto als Range Extender für ein Hybridfahrzeug; auf der IAA 2011 präsentiert

- Der Automobilzulieferer KSPG betreibt einen gemeinsam mit der FEV GmbH entwickelten Range Extender für Elektrofahrzeuge im Versuchsbetrieb. Der Versuchsträger hat als Basis einen FIAT 500. Um eine möglichst geringe Geräusch- und Vibrationsentwicklung zu erreichen, wird eine Schwingungskompensation verwendet. Das Aggregat besteht aus einem Zweizylinder-Ottomotor in V-Anordnung, alle Komponenten sind bis auf den Kraftstofftank und den Kühler als einbaufertiges Modul vormontiert.[7]
- Die FEV (eine Entwicklungsgesellschaft in Aachen) baut in ihren FIAT-500-basierten Elektrofahrzeugprototyp seit 2008 ein Range-Extender-Modul ein, das 20 kW elektrische Leistung erzeugen kann und somit während der Fahrt die Reichweite erweitert, allerdings bei reduzierter Höchstgeschwindigkeit. Aus akustischen und bauraumspezifischen Gründen kommt hierfür ein Wankelmotor zum Einsatz.[8]
- Bei der Studie Jaguar C-X75 aus dem Jahr 2010 dienen Mikrogasturbinen im hinteren Teil des Fahrzeugs zur Stromproduktion.
- Auch Audi setzte im 2012 angekündigten A1 E-Tron auf einen Wankelmotor als Reichweitenverlängerer.[9] Seine Markteinführung wurde jedoch auf unbestimmte Zeit verschoben.
- MAHLE Powertrain hat einen kompakten, flexiblen und zugleich kostenoptimierten Range Extender entwickelt, welcher eine Maximalleistung von bis zu 30 kW bringt. Dieser wurde bereits erfolgreich in ein Audi A1 Demonstrations-Fahrzeug verbaut.[10][11][12]

## Antriebstausch-Konzepte statt Reichweitenverlängerung
- Beim Prototyp Opel Twin (1992) ließ sich das ganze Elektroantriebsmodul gegen ein herkömmliches Antriebsmodul mit Verbrennungsmotor austauschen.
- Ein anderes Konzept, den Verbrennungsmotor zur Reichweitenverlängerung nicht immer mittransportieren zu müssen, verfolgte die Mindset AG, die den Verbrennungsmotor leicht ausbaubar machen wollte. Die Entwicklung wurde jedoch 2009 weitgehend eingestellt.[13][14][15]

## Konzepte für elektrische Antriebe mit großen Reichweiten, die ohne Verbrennungsmotor auskommen
- Die Firma Better Place strebte beginnend in Israel und Dänemark den Ausbau einer Austauschinfrastruktur für Akkumulatoren an. Dafür hat Renault einige Fahrzeuge bis zur Serienreife entwickelt und vertrieben. Im Mai 2013 hat das Unternehmen in Israel jedoch einen Insolvenzantrag gestellt, um eine geordnete Abwicklung einzuleiten, nachdem vorher letzte Finanzierungsgespräche gescheitert waren. Der Hersteller Nio betreibt in China bereits (Stand 2023) ein umfangreiches Netz an Austauschinfrastruktur für Akkumulatoren.
- Eine relativ hohe elektrische Reichweite durch eine große Traktionsbatterie an Bord des Autos und Schnellladesäulen an Stromtankstellen speziell auch an den Hauptverkehrsrouten sollen die Einsatzszenarien und Notwendigkeit eines Range Extenders verringern.